# Oxybelis
Oxybelis Wagler, 1830 è un genere di serpenti della famiglia dei Colubridi.

## Tassonomia
Il genere comprende le seguenti specie:
- Oxybelis aeneus (Wagler, 1824)
- Oxybelis brevirostris (Cope, 1861)
- Oxybelis fulgidus (Daudin, 1803)
- Oxybelis wilsoni Villa & Mccranie, 1995